# Adam Jeżewski
Adam Jeżewski herbu Jastrzębiec (zm. w 1729 roku) – podkomorzy płocki w 1713 roku, pisarz ziemski zawskrzyński.
Syn Bartłomieja i Konstancji Wilkanowskiej, mąż Marianny Kuklińskiej, miał synów: Józefa, Antoniego i Adama.
Poseł na sejm 1701 roku i sejm z limity 1701-1702 roku z województwa płockiego. Poseł na sejm z limity 1719/1720 roku z ziemi wyszogrodzkiej.